# Burlington House

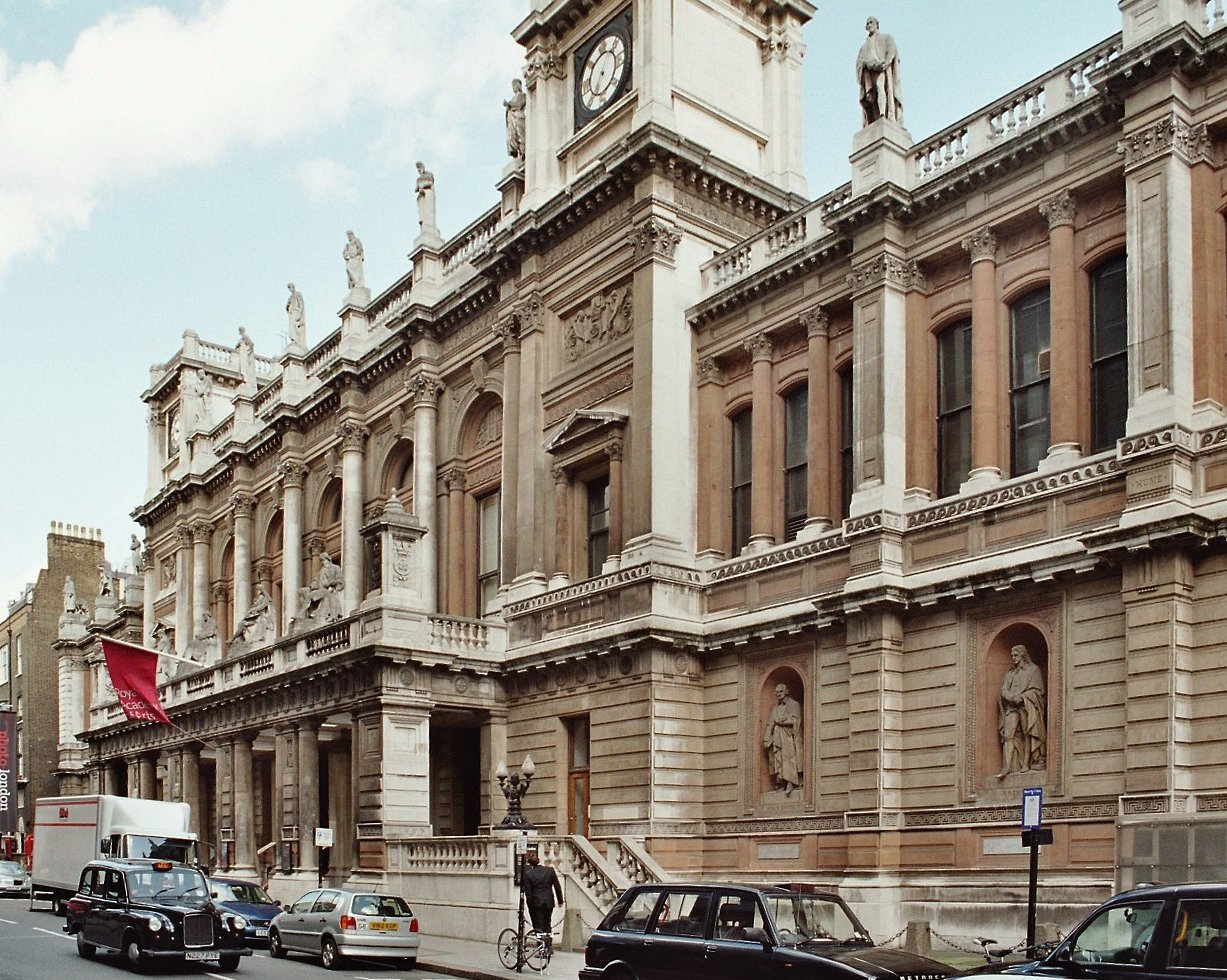
Burlington House (Straßenseite)

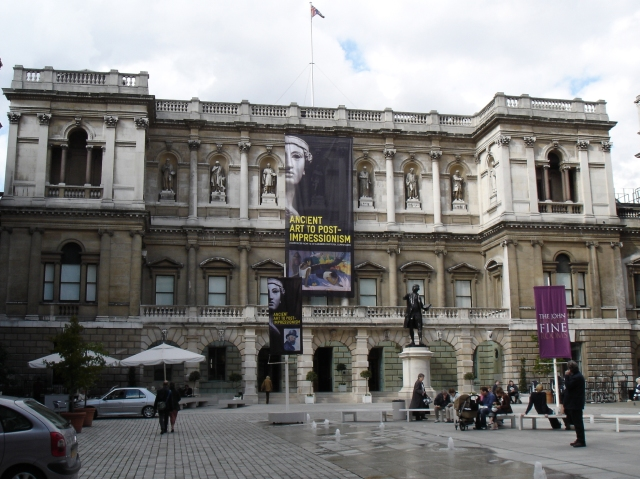
Burlington House

Burlington House ist ein Gebäude am Piccadilly in London. Es wurde 1664 als Residenz für den wohlhabenden Schriftsteller John Denham erbaut. Vier Jahre später verkaufte er Burlington House an den Lord High Treasurer von Irland, Richard Boyle, 1. Earl of Burlington, nach dem es benannt ist. Unter Richard Boyle, 3. Earl of Burlington wurde die Residenz ein regelmäßiger Treffpunkt führender Künstler, Philosophen und Wissenschaftler. Später kam Burlington House in den Besitz der Familie Cavendish und diente Henry Cavendish als Residenz. Zudem wurden hier die Elgin Marbles aufbewahrt, bevor sie an das British Museum verkauft wurden. 1854 wurde Burlington House vom Vereinigten Königreich erworben und dient seitdem zur Unterbringung unterschiedlicher wissenschaftlicher Gesellschaften sowie der Royal Academy of Arts.
Burlington House ist Sitz der Royal Academy of Arts sowie folgender wissenschaftlicher Gesellschaften, die zusammen Courtyard Societies genannt werden:
- Geological Society of London
- Linnean Society of London
- Royal Astronomical Society
- Society of Antiquaries of London
- Royal Society of Chemistry